# 香取 (戦艦)
香取（かとり）は大日本帝国海軍の戦艦。香取型戦艦の1番艦。
艦名は香取神宮（千葉県香取市）に由来する。
艦名は香取型練習巡洋艦1番艦「香取」、海上自衛隊の練習艦「かとり」に引き継がれた。本艦は皇太子時代の大正天皇・昭和天皇の御召艦として、たびたび用いられた。
香取と鹿島は日露戦争に備えて日本海軍がイギリスに発注した戦艦で、キング・エドワードVII世級戦艦を模範に発展させた準弩級戦艦である。香取はヴィッカース社で、鹿島はアームストロング社で建造された。日本海海戦の勝利により早期に戦争が終結し、就役は戦後の1906年（明治39年）のこととなった。戦艦「鹿島」も同型だが、工事期間が短く、また費用を圧縮するため細部は造船所に一任したため多少の違いが見られる。ただし、一般的に「香取」と「鹿島」は姉妹艦として扱われる。

## 艦歴

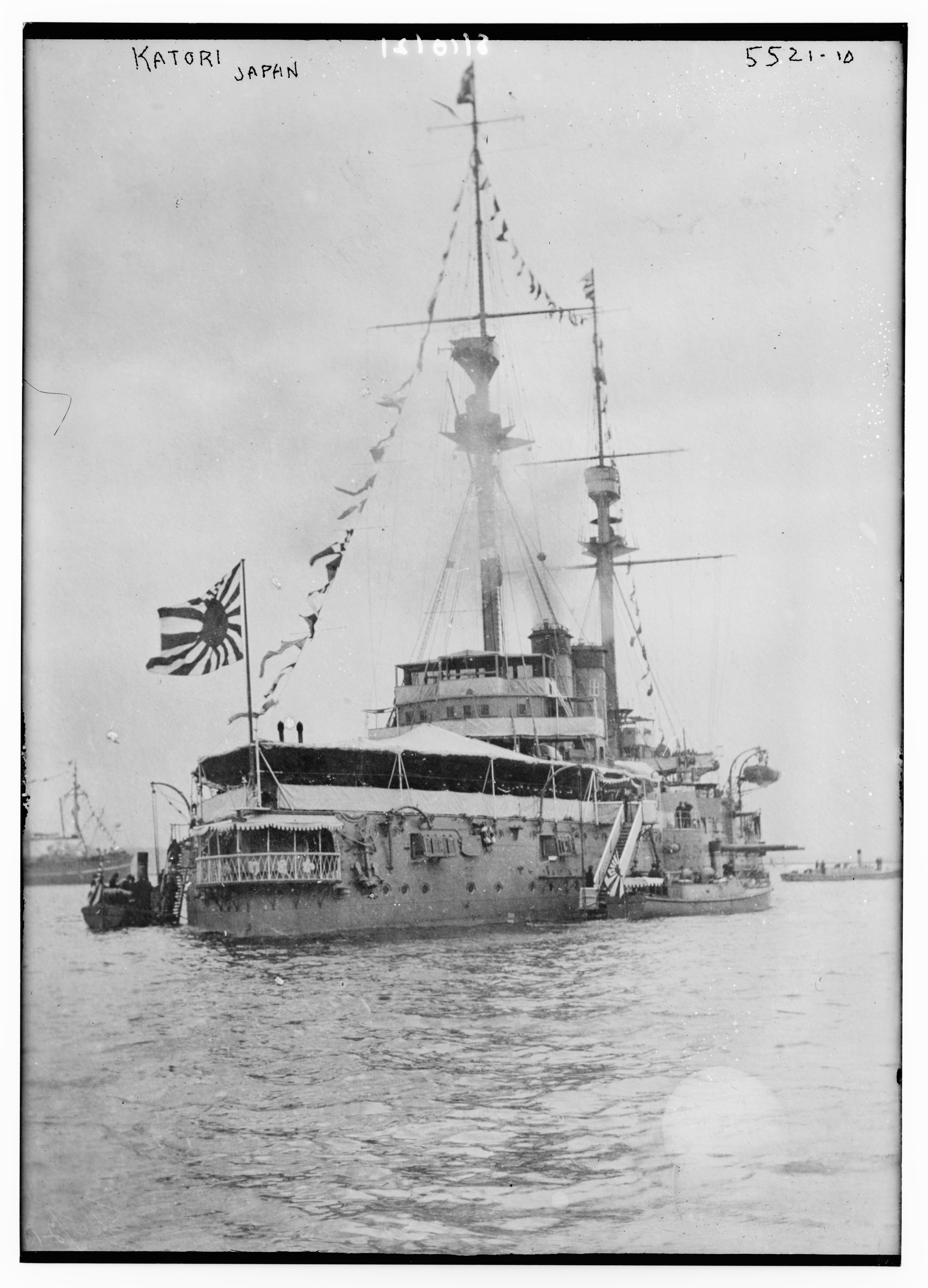
香取（背面図）

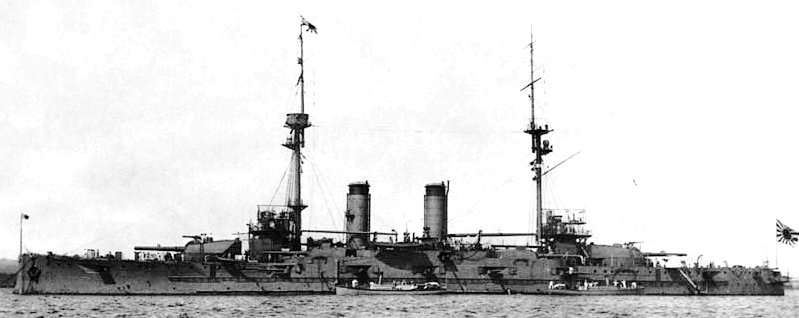
香取

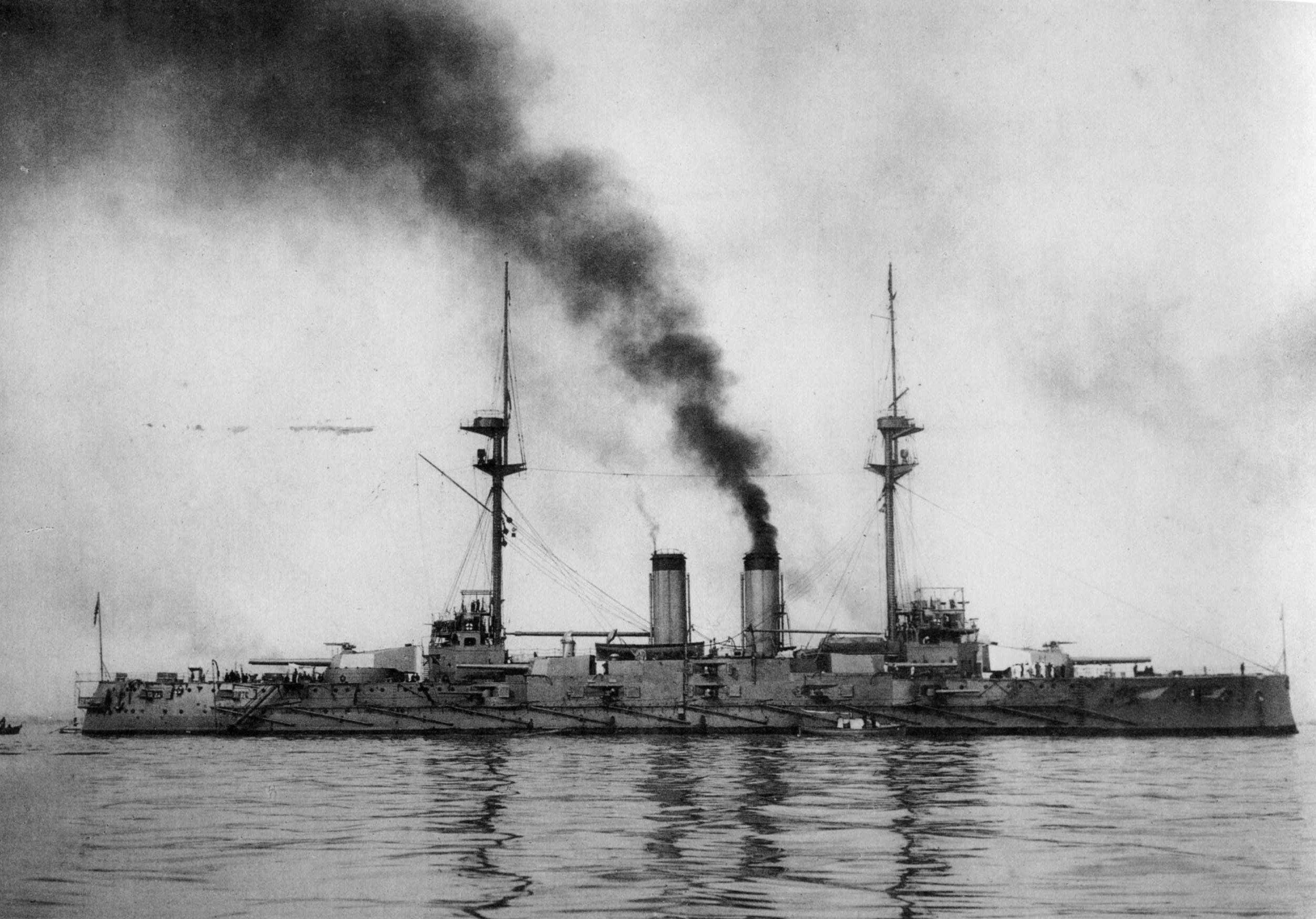
香取（側面図）

### 建造
1904年（明治37年）2月13日、日本海軍はイギリスで建造の第一号甲鉄艦を香取、第二号甲鉄艦を鹿島と呼称することを内定、
候補艦名として葦原(アシハラ)、諏訪(スハ)、白山(シラヤマ)があった。
4月27日起工。
1905年（明治38年）7月4日、進水式が行われ、
制式に「香取」と命名、
午前11時20分に「香取」は進水した。
進水式には訪英した有栖川親王夫妻が臨席し、威仁親王妃慰子が命名・進水を執り行った。
なお進水は6月17日を予定していたが、有栖川親王訪英の都合でこの日となった。
1906年（明治39年）5月20日竣工。
5月28日、「香取」と「鹿島」は戦艦に類別される。

### 回航
8月10日、シンガポールから横須賀への航海中の「香取」は宮古島の南にあるとされたイキマ島を捜索したが何も発見されなかった。この結果、この島は海図から削除された。
8月15日、「香取」は日本に到着。

### 1906年
8月29日、当時5歳の裕仁親王（昭和天皇）は秩父宮雍仁親王と共に横須賀に到着。横須賀鎮守府司令長官上村彦之丞中将の案内で「香取」を見学した。
10月5日、明治天皇皇太子（嘉仁親王。のち大正天皇。当時28歳）は横須賀軍港に行啓する。横須賀海軍工廠で建造中の戦艦「薩摩」や巡洋戦艦「鞍馬」を視察したあと、皇太子は「香取」（艦長坂本一大佐）と「出雲」（第一艦隊旗艦）を巡覧した。

### 1907年
1907年（明治40年）5月中旬、皇太子（当時29歳）は山陰地方を行啓することになり、5月14日に舞鶴港で戦艦「鹿島」に乗艦、先導艦を「香取」、供奉艦を軍艦「磐手」および第13駆逐隊と第14駆逐隊が務めた。6月6日、皇太子は舞鶴港で「鹿島」を退艦、福知山市や京都を経由して東京に戻った。
10月、韓国総監伊藤博文の要請により、皇太子は大韓帝国および九州地方と四国地方を巡啓することになった。
10月12日、皇太子は宇品（広島県）で御召艦「香取」に乗艦して宿泊。
翌13日、香取（皇太子御召艦、有栖川宮威仁親王・東郷平八郎大将ほか供奉）と第一艦隊旗艦「鹿島」（司令長官有馬新一中将）および軍艦（常磐、出雲、浅間、磐手、対馬）、随伴の駆逐艦は宇品を出港する。
10月16日、仁川港（朝鮮半島）で皇太子は上陸した（香取を退艦）。
李垠（大韓帝国皇太子）との対面を終えた嘉仁親王（皇太子）は10月20日、仁川で再び「香取」に乗艦する。鎮海港へ移動した。
10月22日、「香取」（御召艦）は対馬に寄港、皇太子は竹敷要港部を見学する。
10月23日、佐世保に寄港（上陸）。爆沈事故より復旧中の戦艦「三笠」を視察した。
10月24日、皇太子は佐世保海軍工廠が初めて建造した巡洋艦「利根」の進水式に臨席する。
同日、艦隊は佐世保から長崎に移動。同地で威仁親王は「香取」を退艦、巡洋艦「音羽」に移乗し、先に東京へ戻った。
翌25日、艦隊は鹿児島へ移動。皇太子は引続き、東郷平八郎元帥等と共に「香取」で九州・四国太平洋沿岸各地を訪問する。
11月14日朝、「香取」は横浜港に到着する。皇太子は35日ぶりに東京へ戻った。

### 1911年
1911年（明治44年）8月、明治天皇皇太子（後の大正天皇、当時33歳）は北海道を行啓することになった。8月19日、青森港で皇太子は御召艦「香取」に乗艦、本艦で宿泊する。
8月20日午前9時30分、「香取」は函館港に到着、既に碇泊していた巡洋艦「音羽」とアメリカ海軍アジア艦隊所属のサラトガ（ACR-2、4代目サラトガ）とニューオーリンズ（CL-22）enは皇礼砲を発射して出迎えた。同港で皇太子は「香取」を下艦。以後北海道各地を巡啓する。
9月12日午後5時、室蘭で皇太子は「香取」に乗艦する。
9月14日、香取と音羽は横須賀港に到着。皇太子は東京に戻り、「香取」は御召艦任務を終えた。

### 1913年
1913年（大正2年）11月10日、東京湾で観艦式が行われ、「香取」（艦長岩村団次郎大佐）は大正天皇の御召艦となる。観艦式は無事に終了した。

### 第一次世界大戦
1914年（大正3年）10月14日、第一次世界大戦において香取は中部太平洋に進出、マリアナ諸島サイパン島を占領した。この時に艦内神社から分祀をおこない、同島ガラパン町に香取神社を創建した。

### 1916年
1916年(大正5年)3月まで、大修理(大改装)を施行した。

### 1917年
1917年（大正6年）7月、大正天皇皇太子（裕仁親王、のちの昭和天皇）は山陰沿岸を行啓することになり、7月4日に敦賀湾で「香取」（艦長桑島省三大佐）に乗艦、供奉艦は戦艦「安芸」（艦長中川繁丑大佐）。
7月5日午前6時、敦賀湾を出港し、午後5時50分に美保湾（鳥取県）到着。
7月6日、皇太子は境波止場より上陸、出雲大社を参拝した。
松江城等を訪問後、宍道湖中海を経て午後6時20分に「香取」へ帰艦。同日は美保湾の本艦に宿泊する。
7月7日午前6時15分、皇太子は境波止場より上陸、名和神社を訪問し、10時15分に「香取」へ帰還。艦隊（香取、安芸）は直ちに出港し、午後1時30分に隠岐島前別府湾に到着。皇太子は上陸して後鳥羽天皇火葬塚（隠岐神社）を参拝する。一旦「香取」に戻ったあと、西ノ島に上陸して後醍醐天皇黒木御所址を訪問し、「香取」に戻った。午後4時30分、艦隊は出港して関門海峡へ向かう。
7月8日、艦隊は関門海峡を通過して瀬戸内海に入り、広島県早瀬瀬戸で仮泊する。
7月9日、皇太子は「香取」から水雷艇に移乗、呉軍港に上陸して各地を見学（亀ヶ首射撃場では16インチ砲、12インチ砲の発射を見学）。午後4時25分、「香取」に戻った。この日の香取と安芸は小部湾（愛媛県今治市）に停泊する。
7月10日午後2時20分、艦隊は小豆島内海湾に到着して仮泊。
7月11日午前7時、艦隊は小豆島を出発。午後1時、「香取」より神戸港に上陸して川崎造船所を訪問、建造中の伊勢型戦艦1番艦「伊勢」を見学した（川崎造船所副社長川崎芳太郎、海軍中佐石井祥吉説明）。三菱神戸造船所を見学後の午後2時35分、皇太子は「香取」に帰還した。
7月12日午前7時25分、皇太子は「香取」を退艦して神戸港に上陸。お召し列車で東京に戻った（7月12日は静岡御用邸泊。7月13日、東京到着）。

### 1920年
1920年（大正9年）3月下旬、大正天皇皇太子（のちの昭和天皇）が四国・九州地方を巡啓することになり、3月24日に神戸港で御召艦「香取」（艦長南郷次郎大佐）に乗艦する。先導艦を戦艦「安芸」（艦長石川秀三郎大佐）、供奉艦を戦艦「薩摩」（艦長森本義寛大佐）、海風型駆逐艦2隻（山風、海風）他が務めた。
3月25日午後4時20分、鹿児島港到着。
3月26日午前8時、皇太子は「香取」を離れ鹿児島に上陸。照国神社等を訪問し、午後5時15分に「香取」へ戻った。
3月27日午前6時45分、皇太子は鹿児島に上陸。鉄道で宮崎県へ移動し、狭野神社等を巡啓した。
28日、皇太子は宮崎神宮等を参拝・行啓。29日、鵜戸神宮等を参拝・行啓。
3月30日、皇太子は宮崎県から鹿児島県へ移動、高屋山上陵・可愛山陵・新田神社等を参拝。夕刻、「香取」に乗艦し鹿児島を離れた。
3月31日午前11時40分、「香取」は三角港（熊本県）に到着。皇太子は熊本市各地を行啓した。午後7時20分、「香取」に帰艦する。
4月1日、皇太子は上陸して熊本城・水前寺成趣園・阿蘇神社等を行啓・参拝。午後6時30分、「香取」に戻る。午後9時、香取以下艦隊は長崎に向け出港した。
4月2日午前7時、「香取」及び供奉艦（安芸、薩摩、海風、山風、榎）は長崎港に入港。
長崎市各所行啓後の同日午後、皇太子と東郷平八郎元帥は三菱長崎造船所に移動して建造中の峯風型駆逐艦6番艦「矢風」、加賀型戦艦2番艦「土佐」、球磨型軽巡洋艦2番艦「多摩」を見学し、「香取」に戻った。
4月3日午前11時、「香取」は佐世保軍港に到着、皇太子は佐世保鎮守府・佐世保海軍工廠等を見学した。
4月4日午前7時20分、皇太子は「香取」を退艦。佐世保に上陸後、鉄道へ佐賀県および福岡県へ移動し、大宰府神社・観世音寺等を参拝・行啓。
4月7日、皇太子は東公園・筥崎宮・香椎宮等を参拝・行啓。午後4時40分、駆逐艦「榎」（皇太子御召駆逐艦）は門司港を出発。午後5時30分、部崎泊地で皇太子は「香取」に帰艦した。午後7時、「香取」以下艦隊は出港、帰途につく。
4月8日午後5時30分、艦隊は神戸港に到着。
4月9日午前7時30分、皇太子は「香取」を退艦して上陸する。鉄道で東京に戻った。

### 遣欧艦隊
1921年（大正10年）には大正天皇皇太子（後の昭和天皇）渡欧に際し戦艦2隻（香取〈艦長漢那憲和大佐、海兵27期。沖縄出身〉、鹿島〈艦長小山武大佐、海兵26期〉）は遣欧艦隊を編成し、皇太子は「香取」を御召艦とする。「鹿島」（随艦）は旗艦を務めた（第三艦隊司令長官小栗孝三郎中将、参謀長田口久盛少将座乗）。この際イギリスに対する好誼の表現として国産主力艦によらず、わざわざイギリス製の戦艦を使用したのである。また日本海軍は「筑波」（1917年1月14日）、「河内」（1918年7月12日）を火薬庫爆発事故で喪失しており、皇太子訪欧に際し問題になった。そこで呉火薬試験所に模擬火薬庫を設置、異常発生の徴候がみられた時は香取と鹿島の火薬を海中投棄することになった。
3月3日、香取（御召艦）と鹿島（随艦）は連合艦隊各艦（長門、扶桑）等に見送られて横浜を出発。
コロンボ出発後の4月2日、「鹿島」の機関部でパイプが破裂、死者3名を出す。4月7日には「香取」でも機関部事故が起こり死者2名・負傷者2名を出した。4月16日、スエズ運河通過中に「鹿島」が座礁、「香取」と衝突しかけている。
ジブラルタル海峡を通過して、遣欧艦隊は5月7日にスピットヘッド（ポーツマス軍港沖投錨地）へ到着。戦艦「クイーン・エリザベス」（大西洋艦隊旗艦）は21発の皇礼砲で2隻を出迎えた。5月9日、ポーツマス軍港で皇太子は「香取」を降りる。
5月30日、皇太子はポーツマスで「香取」に乗艦、第三艦隊（香取、鹿島）はイギリスを離れ、ル・アーブル（フランス）に移動した。
7月18日、遣欧艦隊はナポリ（イタリア）を出港、帰路に就いた。アデン湾港などを経由し日本へ向かった。8月1日、ソコトラ島近海で大阪商船の「シャム号」が座礁し、手違いにより「鹿島」がシャム号救援に向かうことになった。
8月21日、カムラン湾で巡洋艦「新高」と給炭艦「室戸」（侍従甘露寺受長乗艦）の出迎えを受ける。8月28日には台湾海峡通過中に巡洋艦「利根」、8月31日には栃内曽次郎連合艦隊司令長官指揮下の主力艦隊が奉迎、9月2日に戦艦「山城」（奉迎艦）が出迎える中で館山市（千葉県）入港。9月3日、遣欧艦隊は横浜港に到着、皇太子は「香取」を退艦した。

### 廃艦
ワシントン海軍軍縮条約により廃艦が決定し、1923年（大正12年）9月20日除籍、艦艇類別等級表からも削除された。主砲（45口径12インチ砲）と中間砲（45口径10インチ砲）、は日本陸軍の要望により「保転砲」として引き渡されたが、香取の砲は予備として保管されることになった。
香取型2隻（香取、鹿島）は舞鶴工作部で解体された。
現在、香取神宮の宝物庫に「香取」の艦首に装備されていた菊花御紋章が保管・展示されている。この菊花御紋章は、大正天皇皇太子（昭和天皇）の欧州訪問時、「香取」が装着していたものである。1923年（大正12年）12月、海軍省より香取神宮に奉納された。

## 艦長
※『日本海軍史』第9巻・第10巻の「将官履歴」及び『官報』に基づく。階級は就任時のもの。
回航委員長
- 坂本一 大佐：1905年12月12日 - 1906年1月15日

艦長
- 坂本一 大佐：1906年1月15日 - 1906年11月22日
- 井手麟六 大佐：1906年11月22日 - 1908年5月15日
- 大城源三郎 大佐：1908年5月15日 - 1909年3月4日
- 真野巌次郎 大佐：1909年3月4日 - 1910年12月1日
- 秀島七三郎 大佐：1910年12月1日 - 1911年12月1日
- 小栗孝三郎 大佐：1911年12月1日 - 1912年12月1日
- 小笠原長生 大佐：1912年12月1日 - 1913年2月12日
- 千坂智次郎 大佐：1913年2月12日 - 1913年4月1日
- 岩村団次郎 大佐：1913年5月24日 - 1913年12月1日
- 近藤常松 大佐：1913年12月1日 - 1914年12月1日
- 下村延太郎 大佐：1914年12月1日 - 1915年3月17日
- 堀輝房 大佐：1915年6月30日 - 1915年12月13日
- （兼）久保来復 大佐：1915年12月13日 - 1915年12月23日
- 吉田増次郎 大佐：1916年2月12日 - 1916年12月1日
- 桑島省三 中佐：1916年12月1日 - 1917年12月1日
- 山梨勝之進 大佐：1917年12月1日 - 1918年11月1日
- 大見丙子郎 大佐：1918年11月1日 - 1918年11月25日
- 宇佐川知義 大佐：1919年2月6日 - 1919年8月5日
- 南郷次郎 大佐：1919年8月5日 - 1920年10月5日
- 漢那憲和 大佐：1920年10月5日 - 1921年12月1日
- 横地錠二 大佐：1921年12月1日 - 1922年1月26日
- （兼）有田秀道 大佐：1922年1月26日[167] - 1922年3月15日[168]
- 森脇栄枝 大佐：1922年3月15日[168] - 1923年4月1日[169]
- 山口権平 大佐：1923年4月1日[169] - 1923年9月1日[170]